# 加賀宝生

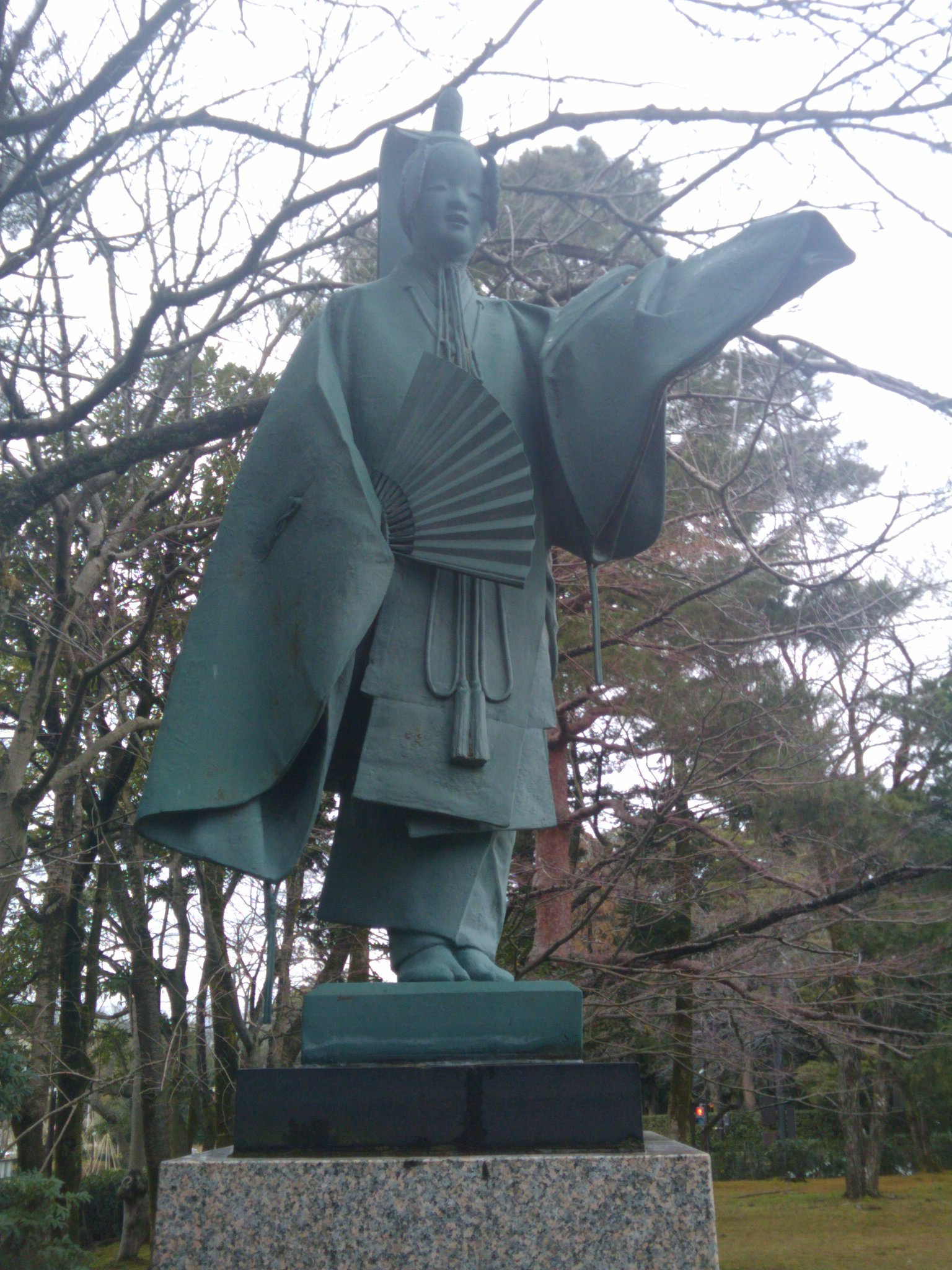
石川県立能楽堂に立つ謡曲「杜若（かきつばた）」の像。碑文には2代目佐野吉之助がモデルと記されている。

加賀宝生（かがほうしょう）とは、石川県の伝統芸能である宝生流の能楽のこと。金沢市が指定する無形文化財である。

## 概要
江戸時代にこの地を治めていた加賀藩の第五代藩主前田綱紀が宝生流の能楽を奨励したのが始まりとされる。加賀藩では江戸時代を通じて宝生流の能楽を保護した。明治維新により藩の後ろ盾がなくなったため一時廃れたが、民間の実業家などの努力で再興され、現代までその伝統文化が受け継がれている。

## 加賀藩による保護

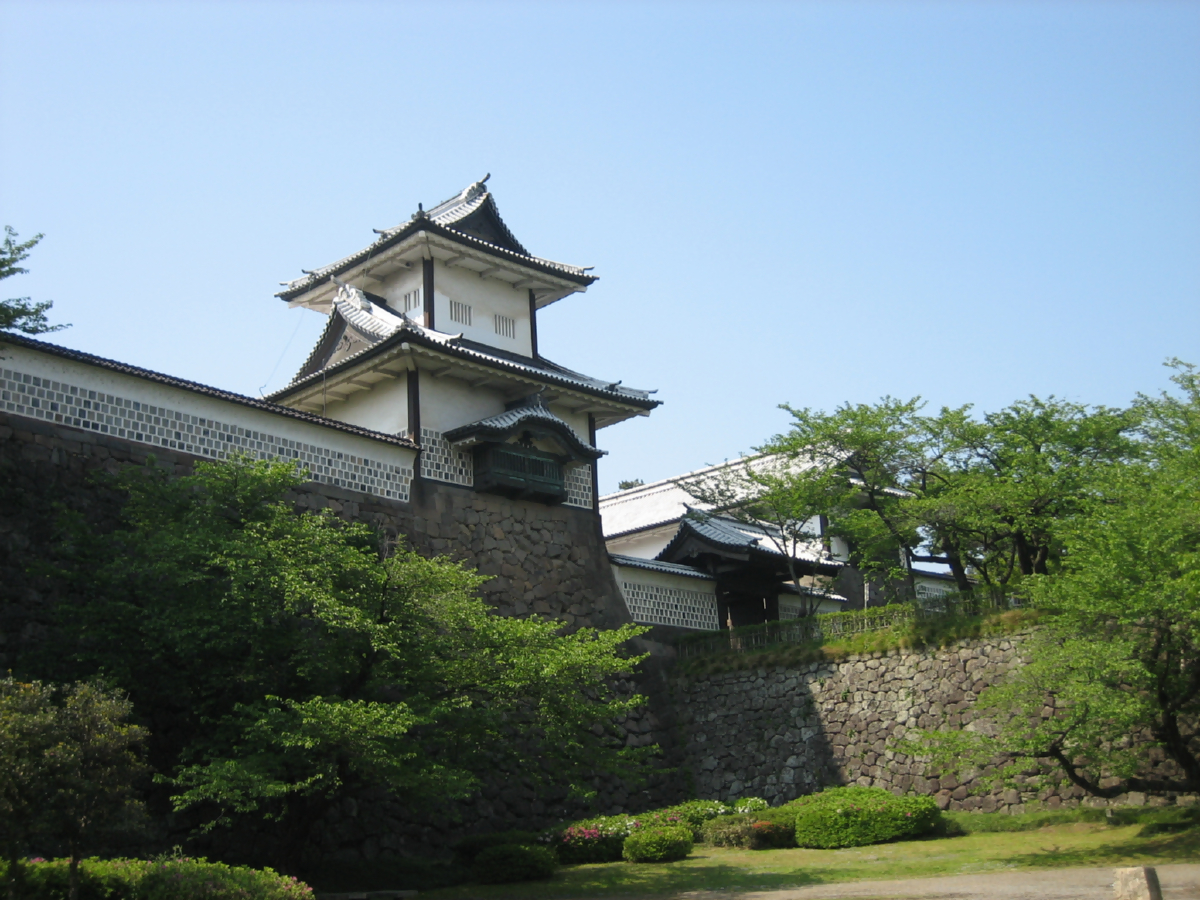
加賀藩前田家の居城であった金沢城址

戦国時代、能楽は武家のたしなみとして戦国大名に広く受け入れられた。加賀藩の藩祖前田利家も能楽を好み自らも良く演じた。豊臣秀吉が金春流の金春安照を取り立てていたことから利家も金春流に傾倒し、安照の子金春氏勝を贔屓にしていたとされる。第二代代藩主前田利長、第三代藩主前田利常も金春流を受け継ぎ、利常は寛永5年（1628年）に氏勝の子竹田権兵衛を召し抱えている。
加賀藩が宝生流を取り入れたのは五代藩主前田綱紀の時代とされる。綱紀ははじめ能楽をほとんどたしなまなかったが、能楽を愛好する江戸幕府5代将軍徳川綱吉から能を所望されたことを契機に稽古に励んだ。綱吉が宝生流を取り立てていたことから、綱紀は宝生流を学び、貞享3年（1686年）4月に江戸城の将軍御前で「桜川」を初めて演じたという。幕府向けの外交政策としての側面は否定できないものの、宝生友春の芸風に惹かれた綱紀は藩内の能楽を宝生流で統一することとし、金春流の竹田権兵衛以外の役者に宝生流への改流を命じ、元禄5年（1692年）には友春の次男嘉内を江戸で15人扶持という破格の厚遇で召し抱えた。また綱紀は元禄元年（1688年）に金沢城内で美術工芸品の製作や修復を手掛ける御細工所の御用職人に対し、本職のほかに謡や囃子を兼芸として課し、演能のための人材を確保した。
加賀藩には専業の能役者の御手役者のほか、町人が兼業として能楽をたしなむ町役者がいることが特徴であり、町役者には名字を名乗ることが許され、税が免除されるなど手厚く保護された。城下町の金沢では大工、左官、屋根屋の親方まで謡の心得があり、屋根を葺きながら謡を口ずさむため「謡が天から降ってくる」といわれたという。また庶民も城下で催される神事能や奉納囃子などを通じて能楽に親しんだ。城下町の外港であった宮腰（現・金沢市金石）の大野湊神社では慶長9年（1604年）から神事能が奉納されている。
「加賀宝生」という言葉が使用されるのは、江戸時代末期の嘉永元年（1848年）江戸で盛大な勧進能を興行した宝生友于（紫雪）が金沢に退隠してからで、謡い方や所作の一部に加賀独自の特色があるのは紫雪による流布の影響とも考えられている。

## 明治の再興と伝承

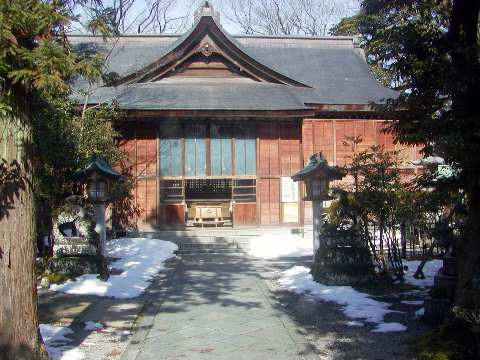
400年以上の神事能の歴史を持つ大野湊神社

明治維新により幕藩体制が崩れ武士階級が衰退したため、石川県の能楽は一時廃れたが、佐野吉之助によって再興された。佐野吉之助は金沢で履物販売業を営む実業家であったが、加賀藩の能役者に付いて加賀宝生の技芸の継承に努めるとともに、私財を投じて能装束や能面などを収集し、明治33年（1900年）に佐野能楽堂を建設した。明治34年（1901年）には金沢能楽会が設立され、毎月定例能が開催されるようになった。佐野吉之助の子である2代目佐野吉之助も、友于の子宝生九郎知栄の指導を受け宝生流シテ方を務めるとともに、昭和7年（1932年）金沢市広坂通に金沢能楽堂を建設した。
金沢は戦時中災禍を免れたことから、金沢能楽会による定例能は一時中断の後昭和20年（1945年）11月に再開された。大野湊神社の神事能も昭和22年（1947年）5月に復活している。加賀宝生は昭和25年（1950年）に金沢市の無形文化財に指定された。昭和46年（1971年）には金沢能楽堂の能舞台が石川県に寄贈され、これを移築し、翌昭和47年（1972年）金沢市石引に石川県立能楽文化会館（現・石川県立能楽堂）が建設された。
金沢市では昭和24年（1949年）から毎年市内の中学生全員が能楽を鑑賞する中学生能楽教室が行われており、2002年（平成14年）からは市内の小中学生を対象に加賀宝生を学ぶ加賀宝生子ども塾が開かれている。平成18年（2006年）には金沢能楽堂ゆかりの地に金沢能楽美術館が建てられた。金沢能楽美術館は佐野家が収集した能装束、能面など加賀宝生の貴重な美術品を収集・展示するとともに、加賀宝生子ども塾の活動拠点となっている。

## その他
- 明治9年（1876年）、能の再興を図る岩倉具視邸に明治天皇、皇后、皇太后の行幸啓があり、能が催された際、シテとして加賀藩十三代藩主前田斉泰、大聖寺藩十四代藩主前田利鬯親子が演じている[16]。

- 金沢三文豪の一人である泉鏡花の母・鈴は、加賀藩御手役者葛野流大鼓方中田万三郎豊喜の末娘であり、次兄は宝生流シテ方松本金太郎である[17]。

- 登録有形文化財である中村神社拝殿（金沢市）は、金沢城二の丸御殿にあった能舞台を移築したものである[18]。